# Arcadia, New South Wales
Arcadia este o suburbie în Sydney, Australia.